# Olympische Sommerspiele 1912/Wasserspringen – Turmspringen Einzel (Frauen)
Das Turmspringen vom 5 und 10 Meter-Turm der Frauen bei den Olympischen Spielen 1912 in Stockholm wurde am 10. und 13. Juli in der Bucht Djurgårdsbrunnsviken ausgetragen.

## Ergebnisse

### Vorkampf

#### Gruppe 1
| Rang | Athletin        | Nation         | Platzziffer | Punkte |
| ---- | --------------- | -------------- | ----------- | ------ |
| 1    | Greta Johansson | Schweden       | 5           | 36,2   |
| 2    | Lisa Regnell    | Schweden       | 13          | 34,1   |
| 3    | Belle White     | Großbritannien | 14          | 33,9   |
| 4    | Tora Larsson    | Schweden       | 21          | 31,0   |
| 5    | Selma Andersson | Schweden       | 23          | 30,6   |
| 6    | Elsa Andersson  | Schweden       | 25          | 29,7   |
| 7    | Willy Thulin    | Schweden       | 35          | 25,0   |
| 8    | Märta Adlerz    | Schweden       | 39          | 21,9   |

#### Gruppe 2
| Rang | Athletin        | Nation     | Platzziffer | Punkte |
| ---- | --------------- | ---------- | ----------- | ------ |
| 1    | Ella Eklund     | Schweden   | 7           | 34,4   |
| 2    | Elsa Regnell    | Schweden   | 8           | 34,9   |
| 3    | Gerda Johansson | Schweden   | 16          | 28,7   |
| 4    | Dagmar Nilsson  | Schweden   | 19          | 27,3   |
| 5    | Ester Edström   | Schweden   | 23          | 26,3   |
|      | Hanny Kellner   | Österreich |             | DNF    |

### Finale
| Rang | Athletin        | Nation         | Platzziffer | Punkte |
| ---- | --------------- | -------------- | ----------- | ------ |
| 1    | Greta Johansson | Schweden       | 5           | 39,9   |
| 2    | Lisa Regnell    | Schweden       | 11          | 36,0   |
| 3    | Isabelle White  | Großbritannien | 17          | 34,0   |
| 4    | Elsa Regnell    | Schweden       | 20          | 33,2   |
| 5    | Ella Eklund     | Schweden       | 22          | 31,9   |
| 6    | Elsa Andersson  | Schweden       | 25          | 31,3   |
| 7    | Selma Andersson | Schweden       | 36          | 28,3   |
| 8    | Tora Larsson    | Schweden       | 39          | 26,8   |